# حکم اوبیتر
حکم اوبیتر (انگلیسی: Obiter dictum)، (معمولاً به صورت جمع، obiter dicta استفاده می‌شود) عبارتی لاتین به معنای «بیان ضمنی» است، یعنی هر اظهارنظری در یک نظر حقوقی که توسط قاضی یا داور «بیان ضمنی» می‌شود.